# مارك دوتي
مارك دوتي (بالإنجليزية: Mark Doty)‏ هو شاعر أمريكي، ولد في 10 أغسطس 1953 في مرفيل في الولايات المتحدة.

## وصلات خارجية
- الموقع الرسمي
- مارك دوتي على موقع ميوزك برينز (الإنجليزية)